# Cheng Heng
En aquest nom cambodjà, el cognom és Cheng.
Cheng Heng (1910–1996) va ser un polític cambodjà, cap d'estat del país entre 1970 i 1971 i una de les figures més prominents de la política durant el període de la República Khmer (1970–1975).

## Biografia
Heng va néixer a la província de Takeo, en una família de classe mitja d'origen sinokhmer. Amb el temps es va convertir en un prosper empresari i terratinent. Va treballar a l'administració colonial, aconseguint el grau d'Oudom-Montrey (funcionari sènior), a mitjans de la dècada de 1950.
Els seus primers passos a la política, coincidint amb el període de control del país per part del Sangkum de Norodom Sihanouk, són relativamment desconeguts: va entrar en política el 1958, actuant com a secretari d'estat per l'agricultura entre 1961 i 1962. Més tard seria elegit pel Sangkum com a diputat del districte de Ta Khmau, el 1962, però va perdre el lloc a les eleccions de 1966 davant de Keo Sann. Heng, no obstant, va recuperar l'escó, el 1967, aquest cop en representació de Phnom Penh, i el 1970 va ser escollit com a president de l'Assemblea Nacional de Cambodja. El seu suport, abans de 1970, sembla que era bastant limitat; a més del càrrec de president de l'Assemblea, amb anterioritat havia estat director de la principal presó de la capital.
Just després del cop d'estat de 1970, en el qual el primer ministre i el viceprimer ministre, el general Lon Nol i el príncep Sisowath Sirik Matak, respectivament, van aconseguir fer fora Sihanouk, Heng va ser escollit com el nou cap d'estat fins que es poguessin celebrar unes eleccions. Aquest paper, no obstant, era principalment cerimonial, ja que Lon Nol va assumir la major part dels poders polítics de la figura de cap d'estat sobre la base de l'estat d'emergència: Sihanouk, des de l'exili, va titllar Heng com un "titella insignificant". A part de donar conferències de premsa, Cheng Heng també es va fer càrrec de rebre polítics estrangers: William Shawcross explicava una anècdota en el marc de la visita de Spiro Agnew, el 1970, a Phnom Penh, en la qual el cap d'estat en funcions va haver d'acceptar que personal dels serveis secrets nord-americans provessin les seves armes amb ell quan intentava donar la benvinguda a Agnew al Palau Reial.
Finalment, Nol va utilitzar una crisi política per retirar Heng del càrrec i nomenar-se a ell mateix cap d'estat, a principis de 1972. El 1973, després que els americans pressionessin Lon Nol perquè ampliés el paper de la política, Heng va ser nomenat vicepresident d'un 'Alt Consell Polític' format per governar el país. No obstant, la capacitat d'aquest Consell va ser ràpidament deixat de banda, adoptant Nol un altre cop el poder personalista per dirigir la deteriorada república.
El 1975, quan les forces dels khmers rojos rodejaven la capital, el nom va Heng va aparèixer en una llista dels "Set Traidors" (on també s'hi va incloure Lon Nol, Sisowath Sirik Matak, In Tam, Long Boret, Sosthene Fernandez i Son Ngoc Thanh), els quals havien de ser immediatament executats quan s'aconseguís la victòria. Heng va abandonar el país l'1 d'abril d'aquell any, arribant a París, on va ser membre d'un grup d'exiliats dirigit per Son Sann.
Heng va tornar a Cambodja després dels Acords de Pau de París establerts per les Nacions Unides el 1991, tenint certa rellevància política, i fundant el Partit Coalició Republicana, que va participar sense èxit en les eleccions de 1993. Va morir el 1996.